# カバーナス (ア・コルーニャ県)

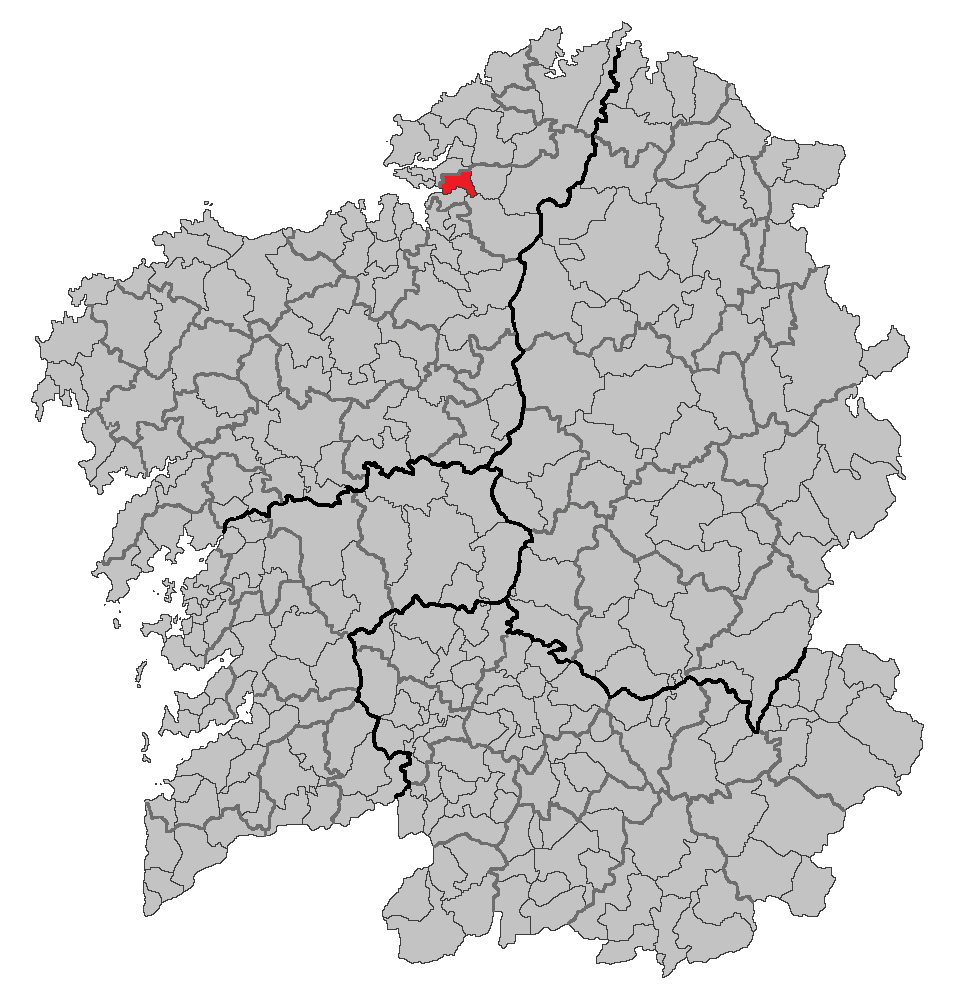

カバーナス（Cabanas）は、スペイン、ガリシア州、ア・コルーニャ県の自治体。コマルカ・ド・エウメに属する。ガリシア統計局によると、2010年の人口は3,375人（2009年：3,336、2006年：3,343人、2005年：3,368人、2004年：3,368人、2003年：3,330人）である。住民呼称はcabanés/-esa。
ガリシア語話者の自治体人口に占める割合は92.28％（2001年）。

## 地理
カバーナスはア・コルーニャ県の北東部に位置し、コマルカ・ド・エウメに属する。北から西にかけてはフェネと、東はア・カペーラと、南はモンフェーロとポンテデウメの各自治体と隣接、西はリア・デ・アーレスに面している。自治体中心地区はカバーナス教区のカバーナス地区。

### 人口
| カバーナスの人口推移 1900－2010                         |
|                                                         |
| 出典:INE（スペイン国立統計局）1900年 - 1991年、1996年 - |

## 歴史
現行の自治体カバーナスの領域は歴史的にはカーベイロ、サンティアーゴ、モンフェーロ、ポンテデウメ、ベタンソスの各司法管轄区に分割されていた。1821年から22年にかけてサン・マルティーニョ・デ・ポルト教区に自治体庁舎が建設、自治体カバーナスが創設された。1833年ガリシア地方はそれまでの７県から現行の４県に再編成、それに伴いベタンソス県から、ア・コルーニャ県に移管された。
司法管轄区については、1820年においては、カバーナスを構成する7教区はポンテデウメ司法管轄区管内にあり、この状態は1867年まで続いた。その後、短期間の間、フェロル司法管轄区に所属するも、再びポンテデウメ管内に復し、この状態は1965年まで続き、最終的にはフェロル管内に属することになった。

## 政治
自治体首長は、ガリシア国民党（PPdeG）のヘルマン・カストリジョン・ペルムイ（Germán Castrillón Permuy）、自治体評議員はガリシア国民党：4、ガリシア民族主義ブロック（BNG）：3、AEC（Agrupación de Electores de Cabanas、カバーナス有権者連合）：2、ガリシア社会党（PSdeG-PSOE）：1、IVC（Iniciativa Veciñal Cabanesa、カバーナス住民イニシアティブ）：1となっている（2007年の自治体選挙の結果、得票順）。

## 教区
カバーナスは7の教区に分けられている。太字は自治体中心地区のある教区。
- カバーナス（サント・アンドレー）
- イリス（サント・エステーボ）
- ララーシェ（サン・マメーデ）
- レゴエーラ（サン・ビセンテ）
- サン・マルティーニョ・デ・ポルト（サン・マルティーニョ）
- サンタ・クルス・ド・サルト（サンタ・クルス）
- ソアセーラ（サンタ・オライア）